# 佐藤葵 (モデル)
佐藤 葵（さとう あおい、1997年2月16日 - ）は、日本の元ファッションモデル。神奈川県出身。ジャパン・ミュージックエンターテインメント系列のモデル事務所、「J BOX」に所属していた。

## 略歴
2007年、『ニコ☆プチ』（新潮社）のモデルとして活動を始める。
2009年、原宿でヴェルヴェットマネージメントからスカウトされる。
2010年、ローティーン向けファッション雑誌『ピチレモン』（学研パブリッシング）第18回ピチモオーディションでグランプリを受賞し、専属モデルを務め、2013年4月号で卒業。
2015年、ジャパン・ミュージックエンターテインメント系列のモデル事務所J BOXに移籍。2016年、同事務所を退所。

## 人物
- 趣味はメイク道具集め、インテリア。
- 元Flowerの市來杏香と仲が良い。

## 出演

### 雑誌
- ニコ☆プチ（2008年冬号・2009年4月号、新潮社）
- ピチレモン（2010年6月号 - 2013年4月号、学研パブリッシング） - 専属モデル

### テレビ
- カスペ! 「お客様は王様かよ!」（2009年7月28日、フジテレビ） - 里佳 役
- すイエんサー（2011年9月6日 - 2013年3月、NHK Eテレ）

### WEB
- アメーバスタジオ 生放送チャンネル（2012年2月11日）
- アメーバスタジオ プレミアム生放送（2012年3月21日）